# 圖庫魯澤脂鯉
圖庫魯澤脂鯉，為輻鰭魚綱脂鯉目脂鯉亞目上口脂鯉科的其中一個種，分布於南美洲巴西托坎廷斯河流域，體長可達11公分，棲息在植被生長茂盛水域，生活習性不明。